# 長登銅山
長登銅山（ながのぼりどうざん）は、山口県美祢市の秋吉台南東に隣接する銅鉱山。長登銅山では7世紀末ないし8世紀初頭から銅を中心とした鉱物の採掘が始まり、特に奈良時代には東大寺の大仏に使われた銅の産地であった可能性が高いことで名高い。その後も1960年（昭和35年）の閉山まで断続的に操業が続けられた。
秋吉台の周辺を中心に長登銅山の近隣には地質学的に良く似た銅などの鉱山が分布しており、それらの鉱山と鉱山に付属する製錬・加工施設についても必要に応じて説明を加える。

## 概要

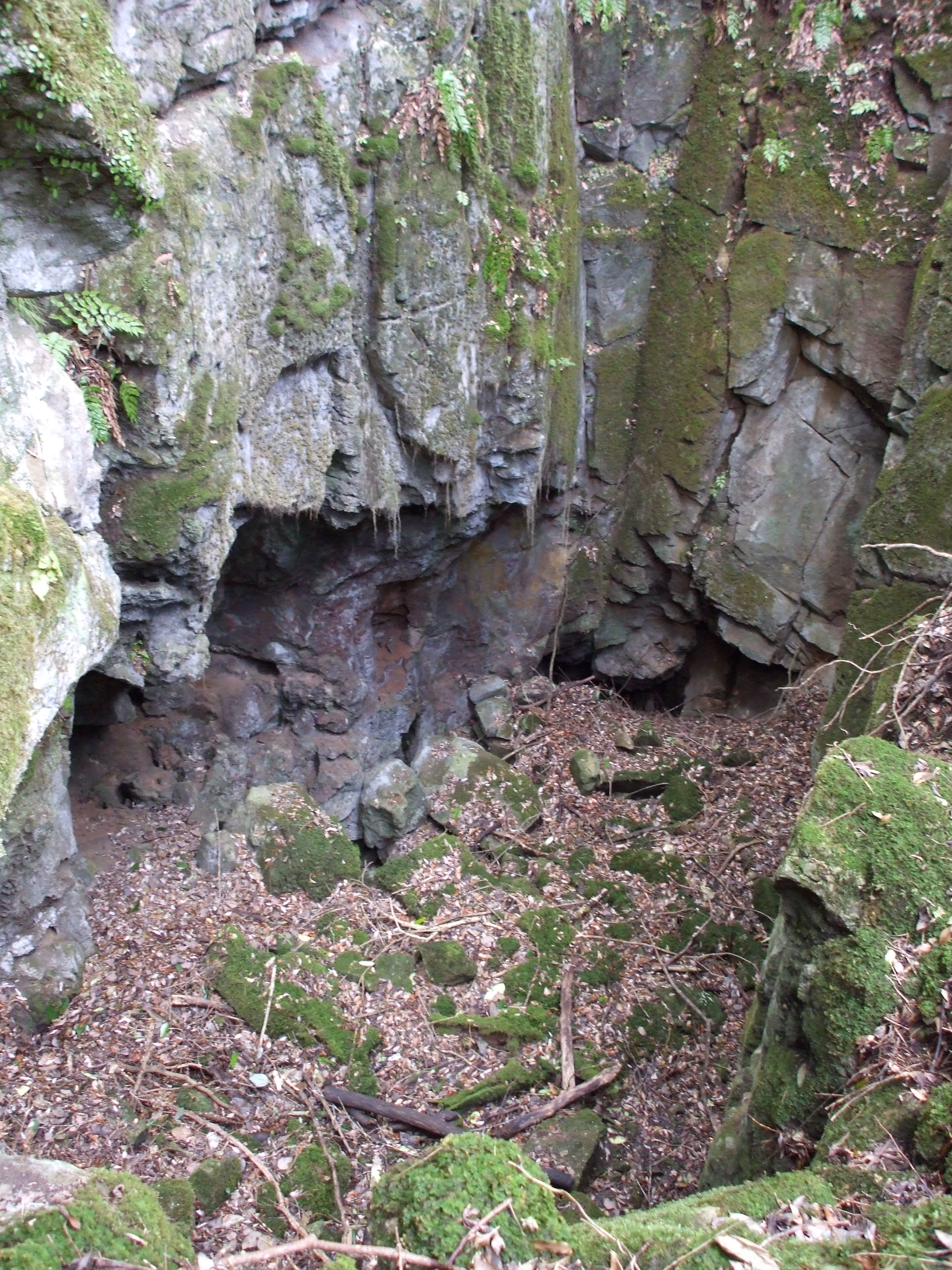
榧ヶ葉山山頂直下にある、榧ヶ葉山1号露天掘り跡。画面中央やや右よりの穴からは坑道が延びており、坑道内から奈良時代前期の須恵器が検出された。

長登銅山は秋吉台東南に隣接する、銅を中心とした鉱物を産出した鉱山であった。操業開始は7世紀末ないし8世紀初頭と考えられており、奈良時代から平安時代にかけて当時の律令国家も大きく関与した長門国直営の鉱山として銅と鉛を産出し、産出された銅や鉛は和同開珎など皇朝十二銭の鋳造や東大寺の大仏といった、国家的事業に用いられたと考えられている。また長登銅山からは採掘や製錬の遺構などとともに、730年前後の木簡など貴重な出土品が多数発見されている。
長登銅山は12世紀にはいったん稼動が休止されるが、14世紀後半には再開したと考えられ、中世期の銅の製錬について知ることができる貴重な遺構が検出されている。
江戸時代初期には長州藩直営の鉱山として隆盛をみたが、坑内からの出水や当時の技術水準では銅の採掘が困難になったため、江戸時代後半には再び休止状態となった。その後も岩絵具の材料として緑青の採掘が続けられ、滝ノ下緑青として全国的に知られていた。長登銅山にはそれら江戸期の遺構も遺されている。
明治時代から昭和時代にかけて長登銅山は再稼動し、銅や日本では珍しいコバルトが採掘された。明治後期から大正時代にかけての精錬所である花の山精錬所は日本独自の吹床精錬法の精錬所であり、遺構の保存状況も良く、貴重な近代鉱業遺跡である。
長登銅山は奈良時代から平安時代にかけての律令国家の鉱山経営や採掘や製錬などといった古代の鉱工業技術、そして東大寺の大仏や皇朝十二銭の鋳造といった律令国家の国家事業の一面について知ることができる貴重な遺跡として価値が高いとともに、中世期、江戸時代の鉱山遺跡、そして明治から昭和にかけての鉱山や製錬所などの産業遺産の遺跡も遺されていることが評価され、2003年（平成15年）7月25日、長登銅山跡として国の史跡に指定された。また、発見された800点あまりの木簡のうち、墨書が残っているものなど203点は2001年（平成13年）9月14日、山口県の有形文化財・歴史資料に指定されている。

## 長登銅山の位置と環境

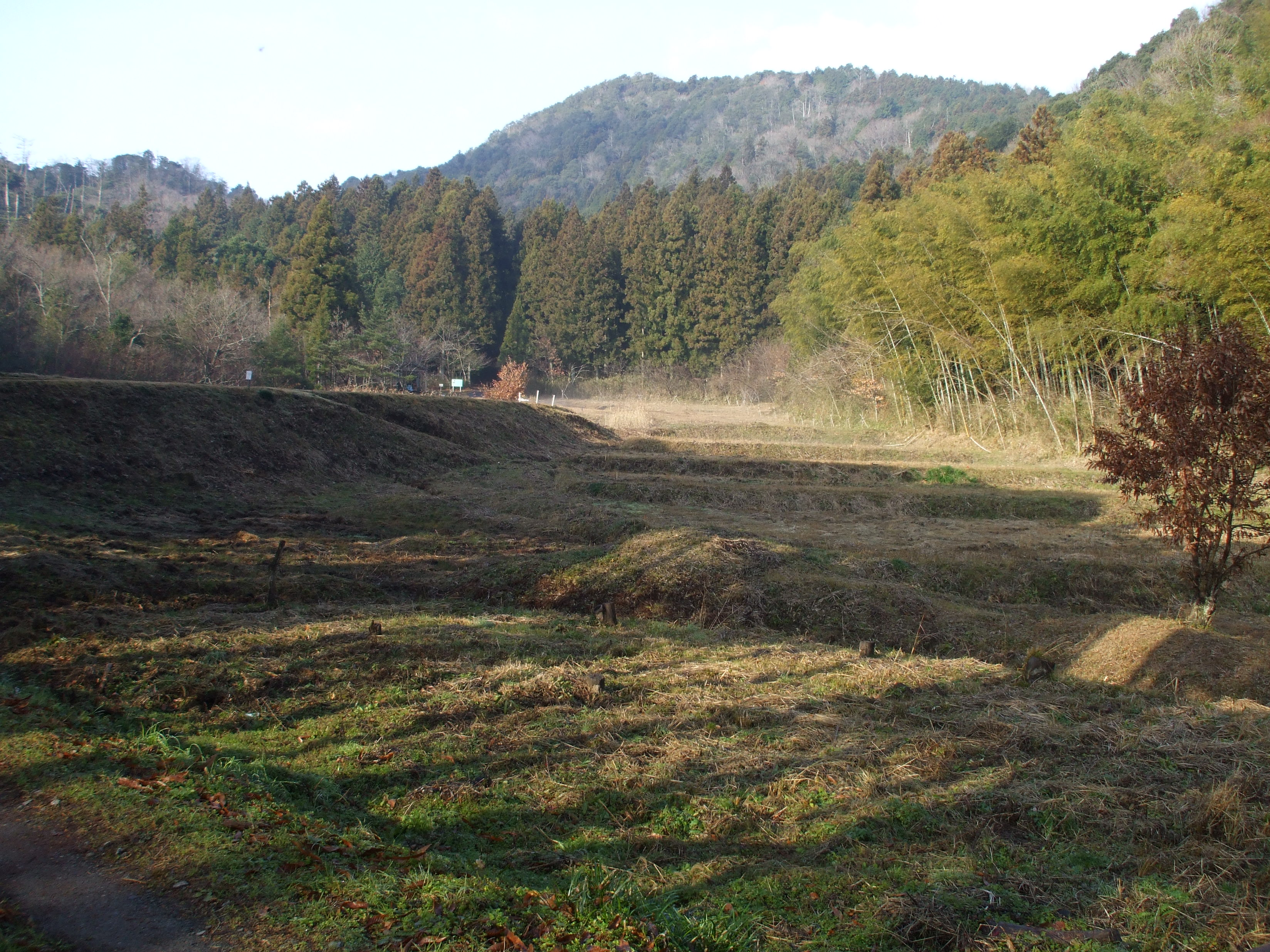
奈良時代から平安時代にかけて銅の精錬の拠点であった大切谷。奥は当時銅鉱石を産出した榧ヶ葉山。

長登銅山は秋吉台の東南にあって、標高約250～300メートルのなだらかな山と、山に囲まれた160メートルの盆地状の谷の、東西約1.6キロメートル、南北約2.3キロメートルの範囲に、現在のところ16ヵ所の鉱山跡と13ヵ所の製錬所の跡が確認されている。
銅山の操業開始は7世紀末ないし8世紀初頭と考えられ、その後断続的に1960年の閉山まで操業が続けられた。採鉱技術の進歩によって、いったん採掘を中断した鉱脈が再開発された例も多く、異なる時代の遺構が重なり合って検出されるなど、産業遺産の遺跡として複雑な様相を見せている。
長登銅山は、奈良時代から平安時代にかけて大切谷（おおぎりだに）という谷間と、大切谷の奥にある榧ヶ葉山（かやがばやま）山を中心に稼動していた。榧ヶ葉山山頂付近には古代のものと考えられる露天掘り跡が3ヵ所あり、また山麓にかけて約30ヵ所の坑道入り口が残っている。坑道の多くは古代に採掘が行われたものと考えられるが、江戸時代や明治～大正期にも再開発が行われた跡が残っている。中世から江戸時代にかけても引き続き大切谷を中心として銅山の稼動が行われていたが、江戸時代には長登銅山周辺でも盛んに銅や鉛の採掘が行われるようになった。18世紀後半には鉱山は衰退するが、岩絵具として利用された緑青が採掘された。そして明治から昭和にかけては長登周辺の多くの地域で鉱山が開発され、銅をはじめとして鉛、亜鉛、銀、砒素、コバルトなどを産出した。
長登銅山は1960年の閉山まで1200年余りに渡って断続的に操業が続けられた。中でも奈良時代から平安時代、江戸時代、そして明治から昭和にかけてという三回の隆盛期があり、それぞれの時代の貴重な産業遺産としての遺構が残っている。大切谷や後年精錬所が設けられた花の山地区には、製錬によって排出されたスラグが大量に堆積している。特に大切谷は約5万平方メートルにわたってスラグが数メートルの深さに堆積しており、現在大切谷の約8割は山林となっていて、わずかに存在する水田は、スラグ上に客土をしている状況である。そのため現在もなお遺跡の多くの部分は発掘が行われておらず、全貌は明らかになっていない。

## 地質学的特徴

### スカルン鉱床である長登銅山
白亜紀から古第三紀にかけて、日本列島に付加体である四万十帯が形成されていくのに伴い、現在の中国地方では火山活動が活発化した。その中で約1億年前の白亜紀、秋吉台の石灰岩地帯に深成岩である花崗岩が貫入した。そして石灰岩と花崗岩とが接触する部分にカルシウム、鉄、マグネシウム、アルミニウムなどを豊富に含むケイ酸塩鉱物の集合体、すなわちスカルンが形成され、そこに銅や鉛、銀などの金属が凝縮されることにより、接触交代鉱床（スカルン鉱床）である長登銅山が形成された。
長登銅山の鉱床は秋吉台を形成する石灰岩と白亜紀後期に形成された花崗斑岩との境界、そして石灰岩体の内部に存在する。鉱床としては比較的小型で、幅は5-10メートル程度であったが、長さは50-80メートル、そして深さは100メートルに達する鉱床もあるなど、地中深くまでレンズ状ないし板状に続いている特徴がある。
長登銅山では銅以外にも鉛、亜鉛、銀、砒素、コバルトなどを産し、特にコバルトは日本国内では産出することが少なかったため、貴重な産地として知られていた。また長登銅山の銅鉱石には砒素が多く含まれている特徴があり、奈良時代から平安時代前半にかけての日本の銅製品は砒素の含有量が多いことが知られており、これは長登銅山の銅鉱石が広く用いられていたことを示していると考えられている。

### 黄銅鉱以外の銅鉱床
銅を含有する鉱石の多くは、銅の他に硫黄と鉄を含有する黄銅鉱である。スカルン鉱床でも鉱床生成当初は主として黄銅鉱であるが、地表近くの水や酸素、二酸化炭素による酸化作用の結果、黄銅鉱や他の硫化鉱物に含まれる硫黄が硫酸に変化し、生成した硫酸が鉱床内の鉱物を溶かし、溶けた銅成分がスカルンに浸透して沈殿することによって、自然銅や孔雀石、赤銅鉱、藍銅鉱などという酸化銅、炭酸銅系の鉱物となりやすい特徴がある。そのためスカルン鉱床は地表付近では、自然銅、赤銅鉱、孔雀石、藍銅鉱などといった二次富化鉱物を主体とした鉱床が生成されることが多い。また原鉱床の鉄分は褐鉄鉱となって二次富化鉱物を主体とした鉱床周辺に分布するようになるが、その褐鉄鉱内には銅などの重金属が砒酸塩となって残留する。
こうして出来たスカルン鉱床の二次富化鉱床が浸食作用によって削られた後、石灰岩地帯特有のドリーネに堆積することによって洞穴充填鉱床が生まれることがある。長登銅山で最初に採掘が開始された榧ヶ葉山山頂直下の露天掘り群は、このような洞穴充填鉱床であったと考えられる。
スカルン鉱床の成因からもわかるように、鉱床は白色をした石灰岩地帯にあるため発見しやすい。また孔雀石や赤銅鉱、藍銅鉱などといった二次富化鉱物の鉱石は、硫化物である黄銅鉱と比較して製錬が容易であり、地表近くに存在して採掘も容易である。そのためスカルン鉱床の酸化銅や炭酸銅は、自然銅とともに古代、最も早い時期から採掘が開始されてきた。長登銅山でも7世紀末か8世紀初頭から、洞穴充填鉱床や地表や地表近くの孔雀石などの酸化銅系の鉱石、そして銅の砒酸塩を含有した褐鉄鉱の採掘が行われ、その後、地下の硫化銅鉱石が採掘されたと考えられている。

### 近隣の鉱床
長登銅山の成因となった貫入した花崗岩は、現在銅山の近隣にある花の山となっているが、花の山を取り囲むようにして大切（おおぎり）、箔鋪（はくしき）、花の山、烏帽子、長登という6つの鉱床が散在している。また花の山西方には梅ヶ窪の鉱床、そして北東方向にも北平鉱床がある。
また、山口県内には於福、蔵目喜、玖珂など、福岡県の香春、島根県の都茂鉱山など、中国地方西部から北部九州にかけて白亜紀や古第三紀に形成された、長登銅山と成因を同じくするスカルン鉱床の鉱山が存在し、その多くが古代から採掘が行われてきたものと考えられている。

## 発掘の経緯
1843年（天保14年）頃に長州藩に提出された地誌である『防長風土注進案』では、長登銅山はかつて奈良の大仏を鋳造するための銅を奈良に送ったため、恩賞として｢奈良登｣という名前を賜り、いつしか奈良登が長登になったとの言い伝えを載せている。このように長登銅山の銅が奈良東大寺の大仏鋳造に関わりがあったとの伝承はあったが、特に根拠があるものとは考えられていなかった。
1972年（昭和47年）、美東町史編纂の調査時、長登銅山跡から須恵器が採集され、長登銅山が古代に遡る銅山である可能性が認識されるようになった。1972年（昭和47年）12月から1974年（昭和49年）4月までの測量調査を経て、1975年（昭和50年）には初めて試掘調査が行われ、1985年（昭和60年）3月の発掘では10世紀後半～11世紀前半の精錬炉跡が検出された。そして1985年（昭和60年）6月の集中豪雨時、長登銅山跡に鉄砲水が襲い、鉄砲水の跡から8世紀から9世紀のものと考えられる須恵器が大量に発見された。
1988年（昭和63年）3月、橿原考古学研究所が東大寺大仏殿の西廻廊付近から検出された大仏鋳造用の青銅を分析した結果、長登銅山跡から出土したスラグと成分が良く一致し、東大寺の大仏の銅は長登銅山の銅であると発表された。そして1988年（昭和63年）8月から9月にかけて、美東町の手によって発掘が行われた。この時の発掘終了後、発掘現場の一部が降雨によって崩壊し、崩壊した場所から発見された須恵器に｢大家｣との墨書があることがわかり、長登銅山には律令制の官衙があった可能性が指摘され、平成元年度からの国と山口県の補助事業としての本格的発掘が開始されるきっかけの一つとなった。
そして国と山口県の補助事業として平成元年度から平成3年度を第一期、平成4年度から平成7年度までを第二期、平成8年度から平成10年度までを第三期とする発掘調査が実施され、古代の製錬跡や800点あまりの木簡が検出されるなど貴重な成果を挙げた。しかし前述のように長い鉱山稼動によって堆積した厚いスラグ層に阻まれ、これまでのところ古代遺跡の存在が推定される範囲のうちで1パーセント未満の発掘が行われているにすぎない。
これまでの発掘によって検出された木簡などの出土品は、2009年（平成21年）4月25日に開館した長登銅山文化交流館で展示されている。

## 古代の長登銅山

### 銅山の発見
奈良時代から平安時代にかけての長登銅山の主要な遺跡である大切谷からは、縄文時代の石器や弥生土器が出土しており、古くから人が居住していたことは明らかである。しかし銅山がいつ発見され、稼動を開始したのかについては、大切谷を厚く覆うスラグのために遺跡の全貌が明らかになっておらずはっきりしていない。しかし大切谷からは7世紀後半台の土器が検出されていて、大切谷は農業に適した場所とは考えにくいため、この頃から銅山の稼動が開始された可能性が指摘されている。長登銅山は今のところ7世紀末から8世紀にかけて発見され、稼動が開始されたのではと考えられている
長登銅山から見て秋吉台の反対側の旧秋芳町にある中村遺跡と国秀遺跡では、7世紀の遺跡から銅鉱石や銅塊が検出されており、7世紀には長登鉱山近隣で銅の採掘と製錬が始まっていたことが明らかになっている。また美祢市の上ノ山遺跡は於福銅山、旧福栄村にある坂部遺跡は蔵目喜銅山と関連する遺跡と考えられ、ともに8世紀台の製錬関連の遺構が検出されている。これらのことから7世紀末から8世紀にかけて、秋吉台の周辺では長登銅山を始めとした銅山の開発ラッシュがあったと見られている。また国秀遺跡からは新羅製の土器が検出されており、銅山の開発には渡来人の持つ技術が活用されたと考えられている。
なお、国秀遺跡では8世紀に入ってまもなく銅の生産が中止されており、これは新規に開発された有望鉱山である長登銅山の開発に人員が振り向けられたためとの説もある。

### 律令制時代の銅山経営
7世紀末から8世紀初頭に銅の生産が開始されたと考えられる長登銅山は、やがて当時の日本の主力銅山になったと考えられる。これは長登銅山で発見された730年前後のものと考えられる800点あまりの木簡から判明した銅生産の状況や、銅山跡から検出された奈良時代の採掘・製錬所から推定されることである。長登銅山から採取された花粉の分析からも、730年頃以降銅山周辺で森林の破壊にともなう植生の変化が始まったことがわかっており、これは製錬に用いる炭用に広葉樹類が伐採されるようになったためと考えられている。
長登銅山では大切谷沿いに、奈良時代から平安時代にかけての銅や鉛の製錬跡が検出され、そして730年前後の銅生産に関わる木簡、鉱山で働いていた労働者たちが消費したと考えられる塩を入手するための製塩土器、須恵器や木製品など鉱山で働く人たちが生活で用いたと考えられる什器などが出土した。長登銅山から出土した須恵器の多くは、美祢郡内にある末原窯で生産されたものと考えられるが、末原窯の須恵器は石見地方の須恵器との類似性が指摘されており、石見からの技術を導入したと考えられている。また美祢郡以外の長門国各地からや隣国の周防国から搬入された須恵器も検出されている。
大切谷の上部にある榧ヶ葉山の山頂直下には、奈良時代前半の須恵器が検出されたことにより、その時代から採掘を開始したと考えられる露天掘りの跡がある。また榧ヶ葉山南東側山腹を中心として、古代のものと考えられる坑道が複数確認されている。
検出された800点あまりの木簡からは、長登銅山には銅山経営に携わる官衙があり、長門国直営の銅山であったことが判明した。また木簡からは多くの人々を使役して銅生産を行い、産出された銅を平城京や豊前など、各地に出荷していたこともわかる。『日本三代実録』や『類聚三代格』にある「長門国採銅所」、「採長門国銅使」とは、長登銅山のことであると考えられている。銅の利用先としては和同開珎を鋳造していた鋳銭司があり、また東大寺の大仏に使用された可能性が極めて高いとされている。
長登銅山では平安時代も引き続き銅や鉛の生産が続けられていた。9世紀から10世紀にかけての平安時代の遺構は大切谷の奥に移っていることが明らかになっている。これは奈良時代の盛んな銅生産によって製錬の際に排出されるスラグが大量に溜まり、製錬場所が谷の奥へと移動したものと考えられる。平安時代には鉛の製錬が盛んに行われており、末期に鉛銭が多くなった皇朝十二銭の鋳造や陶器の釉に用いられたと考えられる。9世紀頃になると『類聚三代格』の記事からも長登銅山での銅生産が不調であったことが推察され、10世紀には律令国家の銅山経営は終了したと見られている。発掘結果からその後も長登銅山の稼動は続けられていたことがわかるが、12世紀には中断されたと考えられる。
なお、奈良時代から平安時代にかけて、長登銅山がどのように呼ばれていたのかについてははっきりとしていない。ただ、検出された木簡の内容から「雪邑山」ないし｢雪山｣と呼ばれていた可能性が指摘されている。

### 東大寺の大仏の銅生産

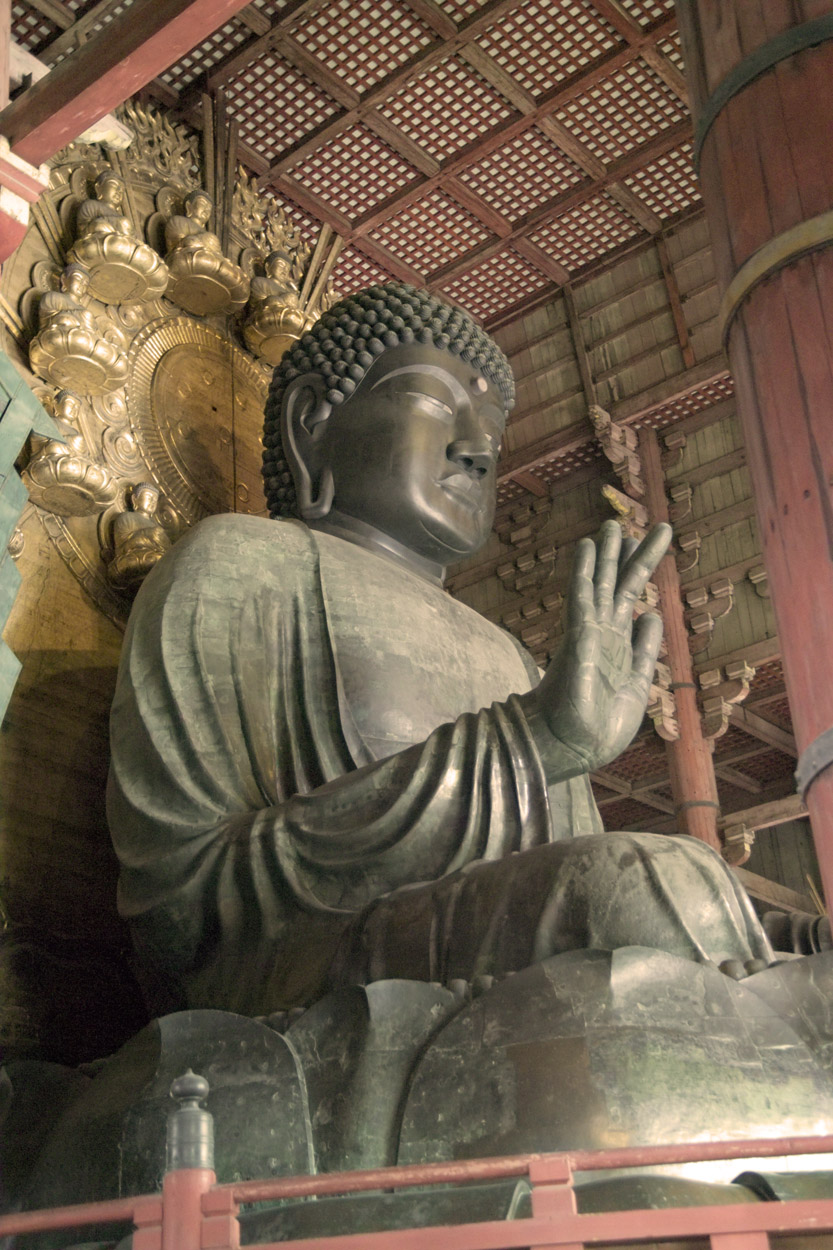
長登銅山の銅で鋳造したと考えられている東大寺盧舎那仏像

東大寺の文書から、奈良時代の東大寺の大仏建立に用いられていた銅は、長門から運ばれていたことが知られていた。『正倉院文書』の中に、造東大寺司が長門国司に対して送付した文書の文面が残っており、これによると約18トンの銅を20名で、片道20日かけて長門から平城京まで運んだことがわかる。長門から奈良まで、銅は舟二艘で運搬したと考えられているが、四艘であったとの説もある。
文書ではさらに長門から運ばれた約18トンの銅について、造東大寺司が長門国司からの送付状と照合しながら銅の量と品質をチェックしたところ、不足分と品質不良が見つかったことが書かれている。そして今後は品質が悪い銅ではなく、良質な銅を送るように依頼がなされている。
上記のように『正倉院文書』の内容から、長門から大仏建立のために銅が送られていたことはわかっていたが、長門のどの鉱山の銅であるのかは明らかでなかった。そのような中、1988年（昭和63年）に東大寺大仏殿の西廻廊付近から大仏鋳造用の青銅が検出された。その青銅を分析した結果、砒素の含有量が多いことや鉛の同位体比が、長登銅山で検出された銅のスラグときわめて良く一致したため、奈良時代の東大寺大仏に長登銅山の銅が使用された可能性がきわめて高いことが明らかになった。また正倉院宝物の銅製品や鉛製品を分析した結果、多くの宝物の銅や鉛に砒素が多く含まれていることが判明しており、正倉院宝物の多くも長登銅山やその近隣の銅山の、銅や鉛を利用した可能性が指摘されている。
大仏建立に用いられた銅の量は記録によって差異があるが、約500トンと考えられている。『東大寺要録』が引用する縁起文によれば、大仏建立に用いた銅は「西海から」集めたとしており、銅のほとんどは長登銅山やその近隣の銅山で産出された銅でまかなわれたことが推察される。
また、東大寺大仏殿西廻廊付近から検出された木簡の中には、長登銅山から検出された木簡と類似したものがあり、長登銅山からの銅の送付状であった可能性も指摘されている。

### 長登銅山から検出された木簡
長登銅山からは木簡が約800点出土している。木簡には年号が記載されているものがあり、古いものでは711年（和銅4年）の可能性がある木簡があり、年号が確実なものとしては726年（神亀3年）、そして最も多いものは天平初期である730年（天平2年）から733年（天平5年）にかけてのものである。記載内容からも木簡は郷里制が採用されていた717年（霊亀3年/養老元年）から739年（天平11年）にかけてのものと考えられる。
木簡の多くは南北方向に伸びる二本の大きな溝の中から検出されている。二本の溝の北側には東西方向に伸びる大きな溝があるが、そこからは木簡はほとんど検出されていない。これは南北方向に伸びる二本の溝の南側、現在はため池となっている付近に銅山の管理・運営を担った官衙があり、そこで用いられた木簡を溝に廃棄したため、南北方向の溝から大量の木簡が出土したものと考えられている。
長登銅山で検出された木簡の特徴としては、荷札として用いられたと考えられるものが多く、木簡使用後に木を削り取って再利用したことを示す削り屑の検出が少ないことが挙げられる。これは銅山という特性上、生産、管理、出荷に重点が置かれていた施設であったことが原因と考えられている。
木簡の内容は、大きく分けて銅生産と管理に関係するものと、長門国が経営を担っていたとされる官衙関係のものに分けられる。
銅生産と管理に関係する木簡としては、製品化された銅に付けられた木簡、銅の出荷先を記載した木簡、そして銅の製錬に用いる木炭に付けられた木簡がある。
まず製品化された銅には、銅の生産者である人物の名、生産量、品質、日時を書いた木簡が付けられた。また銅の生産者は製錬用の炉を持ったグループごとに分けられていたと考えられており、木簡に記載された銅の生産者である人物名はグループの代表者であると推察されている。なお人物名には渡来系氏族と推定される名前も見られる。
製品化された銅に付けられた木簡からは銅の出荷先が判明する。これによると長門国司、そして豊前国司のもとに送られたものが目立つ。豊前国司に銅が送られた理由は今のところはっきりしないが、九州の入り口にあたる豊前の国司を通じて、大宰府など九州各地に銅が送られたとの説もある。また銅が鋳銭司に送られていたことを示す木簡も検出されており、長登銅山で産出された銅が、当時鋳造されていた和同開珎に使用されていたことがわかる。
銅は平城京在住の貴族のもとへも送られたと見られている。中でも「太政大殿」という送付先は、720年（養老4年）の没後に太政大臣を追贈された藤原不比等家であると考えられる。藤原不比等家の資産の多くは娘である光明皇后が伝領したとみられていることから、長登銅山の銅も光明皇后のもとに送付されたことになると考えられている。当時、光明皇后は興福寺の堂宇の建立を発願しており、また後日の東大寺大仏建立時に光明皇后から大量の銅の寄付が行われたことなどから、長登銅山の銅が光明皇后の手を経て大仏鋳造に用いられたと推定する研究者もいる。また、「家原殿」と呼ばれる人物にも銅が送られていたことが判明している。家原殿は左大臣を勤めた多治比嶋の妻である家原音那との説があり、やはり平城京在住の貴族である可能性が高いとされる。光明皇后や家原殿へ送られた銅は、公的な収入の一部としてのものであったのか、それとも私的に購入したものであったのかははっきりとしない。しかし木簡の中に「朝庭に申さざる銅」と記述されたものがあるため、基本的には長登銅山で産出された銅の使用先等は中央政府に報告されるようになっていたことが想定される。
また、馬による銅の運搬に関する木簡も検出されている。それによると馬1頭に対して馬子2名、総勢馬10頭と馬子20名で銅の運搬を行っており、このときの馬子の中に1名、女性がいたことが明らかになっている。後述の木炭の生産者の中にも女性の可能性が高い名前が見られ、銅の製錬場面でも女性が就労していたと考えられる木簡が検出されており、奈良時代の長登銅山で女性が働いていたことは注目される。
木炭に付けられた木簡は、木炭の生産者である人名と炭の納入量を記録している。木炭は主として銅の製錬に用いたものと考えられる。
銅山経営を担っていた官衙関係の木簡としては、官衙の文章行政に関する木簡の他に、紙文章の封印として用いられた封緘木簡、そして長登銅山で使用された庸米や調塩に付けられた木簡がある。これらの文書の内容から、長登銅山は長門国が地元の美祢郡衙や隣接する周防国などと協力しながら運営する律令国家の官衙であることが明らかとなった。
官衙の文章行政に関する木簡としては、近隣から銅山で働く労働者を徴発する内容のものや、銅山で働く労働者の逃亡に関するものなどが発見されている。逃亡に関する木簡によれば、78名ないし88名の労働者が逃亡したと解釈され、どのくらいの期間で逃亡したのかは不明であるが、銅山での労働が過酷なため逃亡者が相次いだ可能性が指摘されている。
封緘木簡はこれまで8点検出されている。これは紙文書の封印として用いられる木簡であり、検出数としてはかなり多い。長登銅山の官衙では封印を必要とする文章をかなり頻繁にやりとりしていたことが推察される。
長登銅山で働く人々のために、本来的には平城京に運ばれる庸米や調塩、そして舂米が、長登銅山に運ばれていたことを示す木簡が検出されている。庸米は銅山がある美祢郡内や近隣の厚狭郡などから運ばれたが、調塩の中には周防国の大島郡から運ばれたものがある。長登銅山からは実際に塩を作るための製塩土器が検出されており、近隣の郡で徴収された庸米、そして周防国で徴収された調塩が、銅山で働く労働者に必須の米や塩として消費されていたことが明らかとなった。庸米は本来的に律令国家が衛士や仕丁、采女らの食料や労働者への給付として支出するもので、長登銅山では主に労働者の食料・給付とされたと考えられる。舂米は銅山を運営する官衙で働く官人や鉱山の専門技術者らの食料とされたと考えられ、また庸米や調塩の納入状況や前述の須恵器の検出状況から、長門国の長登銅山経営が銅山近隣の郡や周防国などの協力によって行われていたことも想定されており、長登銅山は長門国を運営主体としながら、銅の生産と管理、そして流通について、国家が深く関与する事業であることを示している。。

### 銅生産の低下と鉱山の衰え
長登銅山は平安時代に入っても稼動を続けた。奈良時代の製錬設備があった地域は製錬による大量のスラグが堆積したために、平安時代は大切谷の最奥部に生産の中心地域が移った。
9世紀に入ると、貨幣鋳造の強化の観点から、818年（弘仁9年）に平安京にあった鋳銭司を長門国に移して鋳銭使と改め、国司機構を吸収する。長登銅山を含めた長門国内の複数箇所あった銅山から産出した銅を豊浦郡（旧国司所在地）に集めて鋳銭を行って出来上がった銭を海上輸送にて平安京に運ぶ、そのために必要な経費は長門国の租税から賄うという構想であったと考えられている。ところが、長門国内の飢饉や疫病で税収が低迷したこと、加えて長登銅山以外の長門国内の銅山が枯渇して産銅が期待できなくなったことで思うような貨幣鋳造が出来なかった。このような状況にあって長登銅山（美祢郡）から一旦鋳銭使（豊浦郡）に銅を運び込んで鋳銭する意義が失われることになった。こうした中で825年（天長2年）になって、美祢郡に隣接しなおかつ海上交通の便が良い周防国吉敷郡に鋳造設備を移転させて名称も鋳造司に戻し、長門国司を復活させた。長登銅山から鋳銭設備までの距離は大きく短縮され、また平安京までの輸送距離もまた短縮されることになった。また、人事的な兼務はあっても周防国司と鋳銭司は別経営の扱いとなった。しかし、程なく長登銅山の銅の生産量も低迷するようになったと考えられる。『類聚三代格』の840年代の記録には銅の生産低下とそれに伴う銭貨の鋳造量の減少についての記事が見られ、『日本三代実録』に記されている859年（天安3年/貞観元年）の「長門国採銅使」の任命は、これまで長門国が運営していた長登銅山を中央政府直営にして生産強化を図ることにしたと考えられている。しかし運営が上手くいかなかったためか、869年（貞観11年）には再び長門国の運営に戻されている。銅の生産が落ち込んだ原因の一つは、政府による統制が緩んだことが挙げられ、『類聚三代格』の876年（貞観18年）の記録によれば、個人が採掘した銅で銅器を作り、交易をするようになっていたとの記録が残っている。一方長登銅山と長登銅山の南方約2キロメートルのところにある平原第II遺跡からは、9世紀代の鉛の製錬炉の跡が検出されており、発掘調査の結果からも9世紀代になると鉛の生産が中心となっていったことが判明していて、銅の生産量そのものも低下していたと考えられる。鉛同位体比の分析によれば長登銅山と平原第II遺跡で生産された鉛は、皇朝十二銭の原料であったことが判明している。
しかし長登銅山の技術力はまだ健在であったようで、885年（元慶9年/仁和元年）には銅の採掘技術を伝授するために、長門国から豊前国採銅使へ銅の採掘に関係する人員を派遣したという記録が残っている。
藤原純友の乱によって940年（天慶3年）、周防鋳銭司は焼き討ちに遭い、958年（天徳2年）に開始された乾元大宝の発行を最後に皇朝十二銭の鋳造も終了する。長登銅山は10世紀には公営の鉱山としての使命を終えたと考えられ、長登銅山では11世紀代、そして銅山南方の平原第II遺跡からは12世紀の可能性がある遺構も検出されているが、やがて休山していったと考えられる。

## 古代の採掘と製錬について

### 古代の採掘跡について

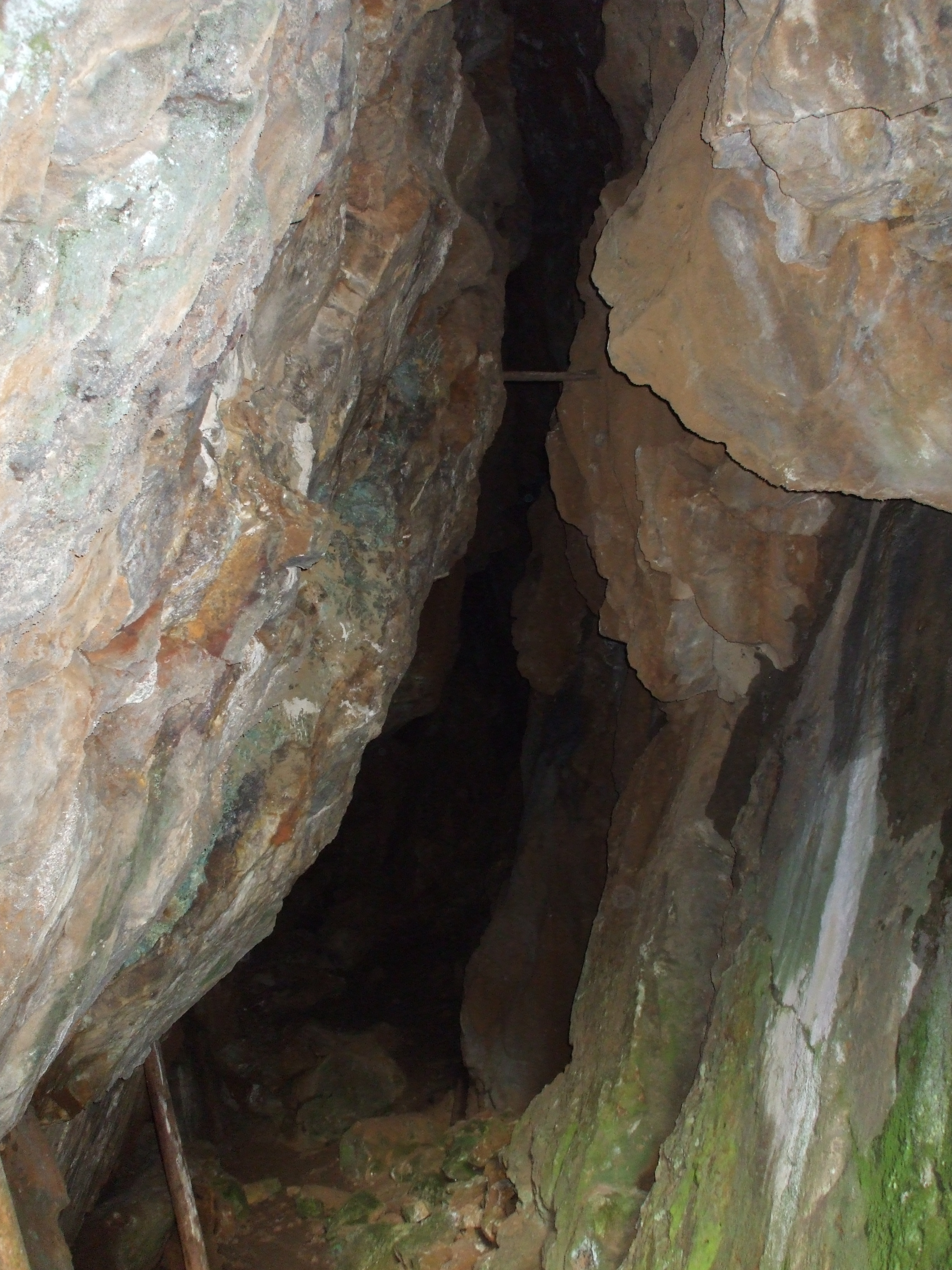
大切4号坑内部。大正時代に坑口が広げられているが、古代に採掘が開始された坑道の一つと考えられている。

長登銅山では、まず榧ヶ葉山山頂北斜面の銅鉱脈を露天掘りする形式で銅の採掘が開始されたものと考えられている。一辺約15メートルの三角形状をした露天掘りの跡である1号坑は、深さ約7メートルの露天掘りの底部から鉱脈に沿って西側に坑道が延びている。富鉱部分を集中的に採掘していたため、坑道の太さ等は不規則である。1号坑の入り口から約15メートルの地点からは8世紀前半の須恵器が検出されており、8世紀前半の奈良時代前期に採掘が行われたことが明らかとなっている。榧ヶ葉山山頂北斜面には1号坑以外にもやはり深さ約7メートルの露天掘り跡が2つあり、その他、山頂付近には竪穴が埋没した跡と推定される窪みが10数ヶ所あり、さらに山頂から西側の稜線上には直径約1メートル、深さ約10メートルの竪穴が数個存在する。
また榧ヶ葉山から北東方面に伸びる尾根南側には、滝ノ下・大切採鉱跡群と呼ばれている17ヵ所の坑口が確認されており、さらに榧ヶ葉山南東山腹には榧ヶ葉山採鉱跡群と呼ばれる8ヵ所の坑口が確認されている。このように榧ヶ葉山山頂付近から大切谷にかけては多くの坑道が蜂の巣のように掘られており、その全てが古代のものとは考えられないが、大切採鉱跡群の一部は調査が行われていて、9世紀代のものと考えられる坑道もある。古代のもと考えられる坑道は、江戸時代以降の鉱石の運搬を考慮した長方形の整備された坑道ではなく、鉱脈がある部分のみを掘り進めた「狸掘り」と呼ばれる形態のもので、現状では各坑道は地下で網の目のように繋がっている。
長登銅山からは現在のところ奈良時代から平安時代のタガネなどの採鉱用の道具は検出されていない。ヒノキ、スギ製の松明が大量に検出されており、当時の採鉱に用いられた可能性が高く、また竹かごや笊も検出されており、採掘した鉱石の運搬に使用されたと考えられている。
その他、大切谷のスラグ層の下からは深さ不明の竪穴が検出されていて、採鉱跡である可能性が指摘されており、榧ヶ葉山山頂と山腹以外の大切谷内でも古代に採鉱が行われていた可能性がある。

### 製錬関連の遺構について

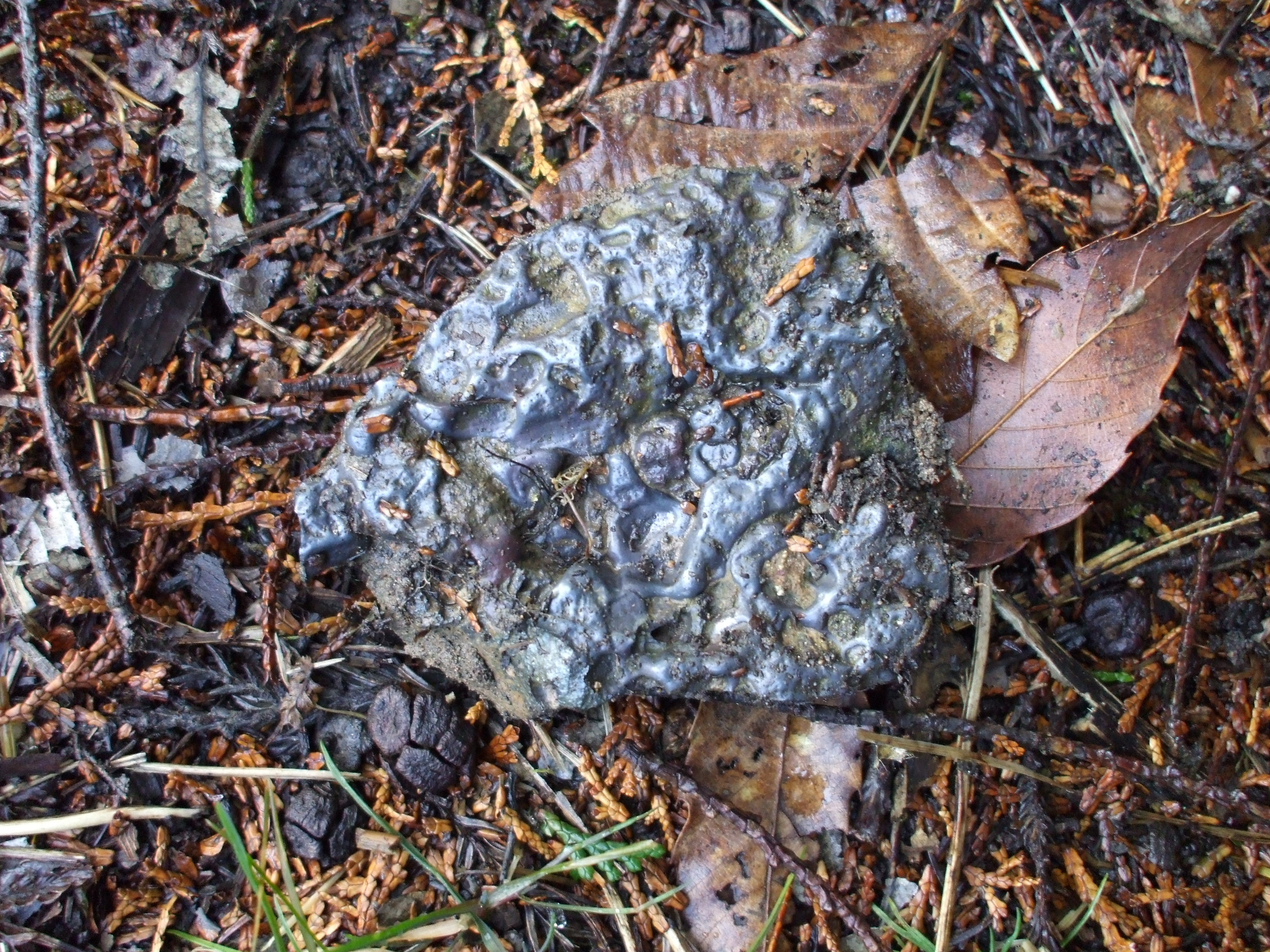
大切谷では各所で製錬に伴い排出されたスラグを見ることができる。

長登銅山からは奈良時代から平安時代にかけてのものと考えられる製錬関連の遺構が数多く検出されている。
まず鉱山から採掘された鉱石を選鉱するのに用いたと考えられる、花崗岩製の要石と石製の槌が検出されている。要石には小さな窪みが穿たれており、採掘された鉱石は要石の窪みに置かれて石製の槌によって細かく砕かれ、鉱石部分とそれ以外の部分に選鉱された。また長登銅山遺構の最下部に水溜め用とも考えられる浅い土坑が検出されていることや、奈良時代前半期と考えられている谷川の底から小さな緑青の粒が検出されている点、更には鉱石を細かくするために用いられたと考えられる磨石が見つかっていることなどから、磨石を用いて鉱石を更に細かくして、水流を利用した比重選鉱を行っていた可能性も指摘されている。
奈良時代から平安時代の長登銅山で、黄銅鉱を中心とした硫化銅鉱石の製錬を行っていたかどうかは説が分かれているが、硫化銅鉱石の製錬に必要な焙焼に用いられた可能性がある焼窯の遺構も検出されている。
長登銅山付近には良質な粘土があって、粘土の採掘跡が複数検出されている。採掘された粘土は製錬炉の構築に用いられたと考えられる。
長登銅山からは鉱石の製錬が行われたと考えられる炉の遺構が数多く検出されている。製錬が終了した後、炉を壊しながら製品を取り出したと考えられ、炉はその跡しか残っていないが、遺構は大きく分けて地炉と浅皿状の焼土の2タイプに分けられる。地炉タイプは文字通り地面を掘って炉を設けた跡であり、浅皿状の焼土は、浅くくぼんだ半径数十センチの円形の焼土が検出された。
まず地炉タイプは地面を深さ約10センチ程度、直径30～60センチ程度、鍋底状に掘って、炉壁に粘土を塗り、ふいご口を設けたと見られている。このタイプの炉は、平安時代の鉛製錬に多く用いられたことが明らかになっており、地面を掘って半地下式の製錬炉を設けたものと考えられている。
一方、浅皿状の焼土については、長登銅山で検出される炉壁と炉の形態から、地面を浅く掘って、地上部は粘土紐を積み重ねて炉の本体を作り、最後に炉全体に粘土を塗って補強した半地下式の竪型炉という復元モデルと、粘土紐は坩堝であり、浅皿状のくぼみのある炉に粘土製の炉覆いを設け、その中に製錬用の坩堝を置いて鉱石の製錬を行ったというモデルが提唱されている。
半地下式の竪型炉や坩堝炉の場合、硫化物の製錬を行うとその過程で炉壁を激しく侵食し、炉が崩壊する危険性が高い。そのため半地下式の竪型炉や坩堝炉は酸化銅系の鉱石の製錬に用いられたと考えられる。一方、炉の崩壊の危険性がない地炉は硫化銅や硫化鉛の鉱石を精錬したと見られる。
また、長登銅山から大量に出土している松明は、坑道内での鉱石採掘現場ばかりではなく、昼夜兼行の作業であったとされる製錬現場でも用いられたと考えられる。

### 古代、硫化銅鉱石を利用できたか
長登銅山では7世紀末ないし8世紀初頭から銅の採掘が開始され、銅山付近では製錬が行われた炉跡が複数検出されている。その中で、製錬が容易である酸化銅系の鉱石の製錬を行っていたのか、それとも製錬には複雑な工程を要する、黄銅鉱を中心とした硫化銅鉱石の製錬も行っていたのかについて論争がある。
硫化銅鉱石の製錬では、まず鉱石に含まれている硫黄分をある程度除去するために、焙焼という工程が行われる。長登銅山の発掘からは8世紀後半頃のものと見られる、焙焼に用いられた可能性がある焼窯が検出されており、付近からは加熱されたと考えられる鉱石も見つかっている。
そして長登銅山から多数検出されている8世紀台のスラグや製錬過程で生じる銅鈹の分析内容から、原鉱石はスカルン鉱床由来の硫化銅鉱石であると推定されている。銅鈹から約10パーセントの鉄が検出されている点などがその根拠と考えられる。
また、先述の造東大寺司が長門国司に対して送付した文書の文面から、長門から送られた銅は「熟銅」と｢生銅｣という区分がなされている。これは製錬技術や製錬施設の差異によって発生した銅の品質差による分類と考えられているが、文章内で熟銅と生銅それぞれの中で品質差があることが明記されていることから、製錬が容易で品質的にも良好であったと考えられる酸化銅系鉱石の銅は熟銅、製錬が困難であり不純物が多かったと考えられる硫化銅鉱石の銅は生銅というように、精錬方法による分類をしていたのではないかとの説を唱える専門家もいる。
一方、黄銅鉱は成分として鉄が含まれており、その除去は技術的に困難であり、古代の長登銅山では酸化銅鉱石の製錬を行っており、硫化銅鉱石の精錬は困難であったとの説も唱えられている。この場合、銅鈹に含まれている多量の鉄などは、酸化銅鉱石の製錬時に硫化銅鉱石が混入したことによると推定する。その他、古代では酸化銅鉱石の製錬が行われていて硫化銅鉱石の製錬は行われなかったという根拠としては、まず長登銅山で製錬された銅には鉄が多く含有されており、これは酸化銅の製錬の過程で鉄が混入したことを示すものとする。そして古代の長登銅山遺跡から検出される銅鉱石が、孔雀石などの酸化銅鉱石と銅の砒酸塩を含有した褐鉄鉱であり、酸化銅鉱石に黄銅鉱など硫化銅が付随している鉱石は検出されているものの、硫化銅中心の鉱石は検出されていないことも根拠とされている。
また7世紀後半から8世紀にかけては酸化銅鉱石と、方鉛鉱など硫化鉛鉱石の製錬を行っており、9世紀以降、硫化銅鉱石の製錬が行われるようになったとの説も唱えられている。なお鉛の製錬に関しては、大切谷から検出された鉛製錬によると考えられるスラグに硫黄の含有量が少ないことから、硫化鉛鉱石ではなく白鉛鉱など酸化鉛鉱石を製錬していたとの説もある。

## 室町時代の銅生産
12世紀には稼動が中断したと考えられる長登銅山であるが、14世紀後半から15世紀前半にかけてのものと考えられる製錬炉跡や銅鉱石、坩堝、当時の製錬で排出されたスラグなどが検出されており、この頃には銅山としての稼動を再開していたことがわかる。検出された遺構からは、当時長登銅山では酸化銅系の鉱石を坩堝を使用して製錬を行っていたと見られているが、同時に検出されたスラグは板状をした薄いものであり、これは水を打ちながら製錬炉からスラグや銅鈹を取っていく日本固有の吹床製錬が行われていたことを示すとの説もある。吹床製錬が行われていた場合、現在まで発掘が行われていない場所に製錬用の地炉が存在するものと考えられる。またスラグの分析結果から古代のスラグと比較して硫黄の含有量が多いため、やはり硫化銅系の鉱石の製錬を行っていたとの説もある。
室町時代の精錬関連の遺構は、大切谷の中ほどから見つかっており、奈良時代から平安時代にかけては谷の奥部を中心として稼動していたことを考えると、稼動場所が移動していることがわかる。
また、14世紀後半から15世紀前半の銅生産は、当時日明貿易の一翼を担っていた大内氏との関連性が推定される。16世紀には、大内盛見の菩提寺である国清寺が長登銅山の経営に参画するようになったことが知られており、戦国大名の大内氏の時代、長登銅山が稼動を再開したことが発掘結果や古文書から明らかになっている。なお長登銅山の名が資料に現れるのは16世紀の国清寺文書が最初である。

## 江戸時代の銅生産

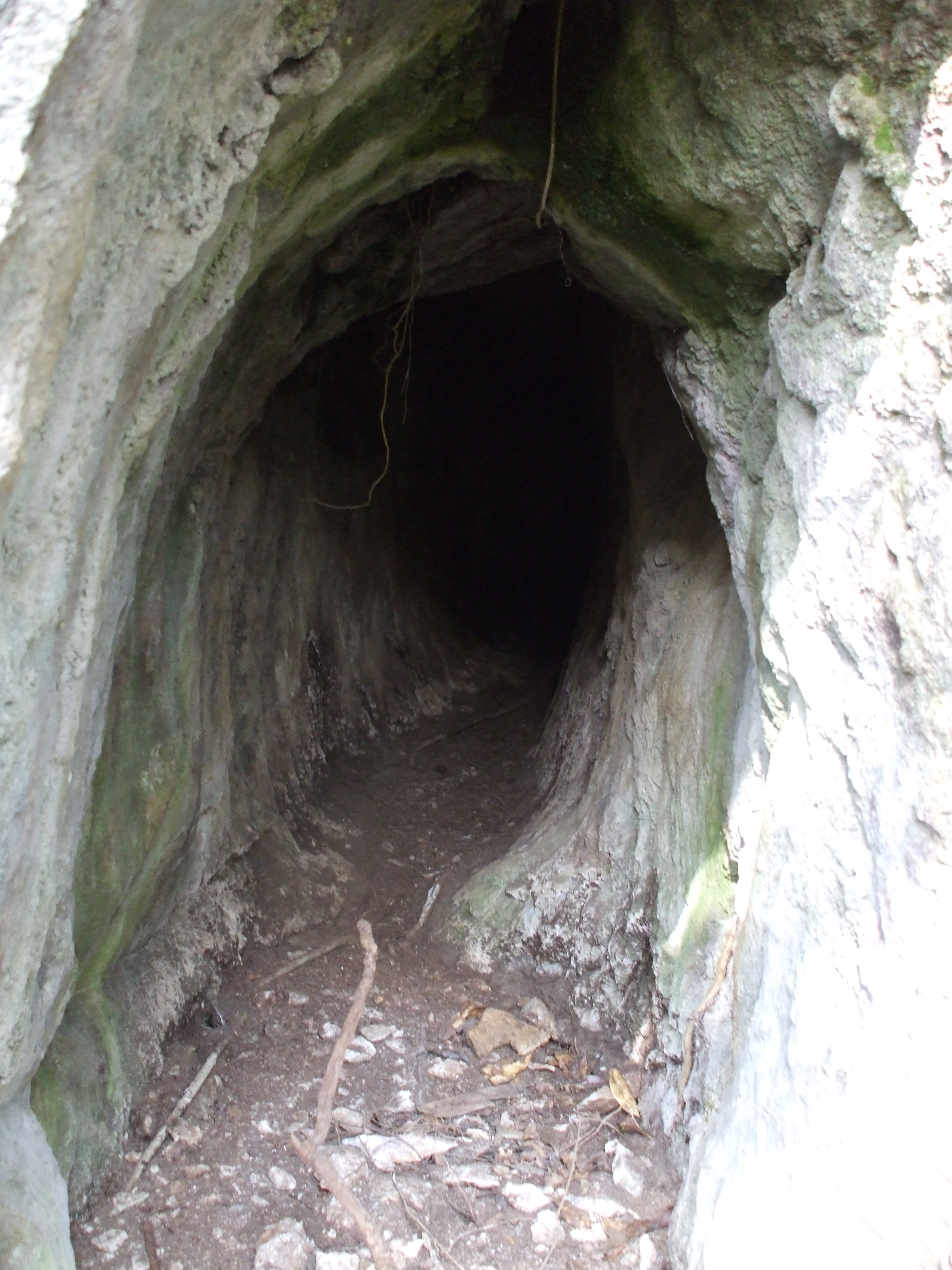
大切9号坑。整った形をした坑道で、中世以降の坑道と考えられている。

江戸時代初期の1610年（慶長15年）の検地表から、当時の長登銅山は盛んに銅を採掘していたことが判明している。1615年（元和元年）の記録では、長登銅山は周防・長門両国の鉱山収入のうち約46パーセントを占めており、当時長州藩内の主力鉱山のひとつであったことがわかる。
長登銅山は慶長年間の初めより長州藩の直営で経営されており、この当時は奈良時代以降採掘が行われてきた大切谷やその奥にあたる滝ノ下で銅の採掘が行われていた。長登銅山には藩から代官や山年寄が派遣されて銅の生産向上に尽力するが、坑道を深く掘り進むうちに大量の湧水に悩まされるようになり、銅の採掘を中断せざるを得なくなった。長州藩は坑内の水抜きに取り組むも成功せず、1637年（寛永14年）には直営を断念することになった。
藩から長登銅山の経営権を譲り受けた黒磯就正は、銅山の山年寄を勤める人物であった。黒磯は京都から技術者を呼び寄せ採掘を再開し、1640年代には藩に運上金を納めるようになった。1671年（寛文11年）には、大切山の坑内が水没していて採掘が出来ない状況であったものが、自然に水が引いたために採掘が再開され、そのことを記念して長登銅山の山神社に鐘が奉納された。
1637年（寛永14年）には長登銅山の北約4キロのところに銭座が設けられ、寛永通宝が鋳造されるようになった。1640年（寛永17年）には供給過剰を原因として幕府は長門での寛永通宝の鋳造中止を命じたが、公式の記録は残っていないがその後も私鋳銭が続けられ、幕府に事実が明らかとなった1665年（寛文5年）に、長州藩は長門銭座を焼き払ったとされる。長門銭と呼ばれる長門で鋳造されたと考えられる寛永通宝の鉛同位体の分析結果や銭座の発掘調査から、長門銭には長登銅山やその近隣で採掘された銅が使用されたと考えられている。
元禄期になると、大坂の銅商人の銅山経営への関与が目立つようになった。しかし大切谷付近の銅鉱山は18世紀の初頭で休山となってしまった。享保期以降、花の山北東方向にある北平山周辺の鉱脈の稼動が続けられた。それも18世紀半ば以降衰退し、長登銅山周辺の鉱山は一部に試掘がなされたものの、ほとんど休山状態へと陥った。
江戸時代の長登銅山の経営は、初期は長州藩の直営であったが、その後大坂商人などが担うようになった。大坂商人らが鉱山の経営を行う場合、藩や地元と様々な取り決めを結ぶ必要があった。運上金の取り決めや鉱山で働く労働者たちの労務管理などについての取り決めなどとともに、鉱害が発生した場合の補償についても取り決めがなされた。実際、江戸時代に鉱山操業に伴う鉱害が発生した記録が残っているが、本来的には鉱山経営を請け負った側が担うはずの鉱害への補償は、必ずしも十分に行われなかったこともあった。
また、長登銅山やその近隣で採掘された銅は、基本的には小郡と三田尻まで運ばれ、そこから船で大坂まで運ばれた。大坂には全国各地から運ばれた粗銅を製錬して精銅とする大坂銅吹屋があり、長登銅山の銅も大坂銅吹屋へ送られたと考えられる。

### 滝ノ下緑青
長登銅山の滝ノ下・大切山からは、岩絵具の原料となる孔雀石が産出した。続日本紀には長門国から緑青と紺青が献上されたとの記録があり、長登銅山から産出されたものである可能性があるが、長登銅山の緑青について最も古い文献は1643年（天保14年）のものである。江戸時代中期以降の鉱山の衰退期、長登銅山では地元の滝ノ下・大切山から産出される孔雀石ばかりでなく、石見銀山や蔵目喜銅山から鉱石を購入するなどして岩絵具を製造し、滝ノ下緑青と呼ばれていた。
全国的にその名を知られ、年間売り上げが5000両を越えることもあった滝ノ下緑青であるが、その製法は秘伝とされ、江戸時代末期には長登にある7軒の緑青商人の手によって、京都、大坂、江戸、尾張など全国に販売されていた。滝ノ下緑青の生産は明治以後も続けられたが1950年（昭和25年）には製造が終了した。現在も残る滝ノ下緑青の製品を分析すると、粒度が揃っている良質な製品であったことが判明している。
なお、滝ノ下・大切採鉱跡群の坑道の中からは、江戸時代の緑青採掘の跡と考えられる遺構も検出されている。

## 近代の銅生産
1889年（明治22年）、山陰の鉱山王と呼ばれた堀藤十郎礼造が長登銅山の鉱業権を取得し、1892年（明治25年）より採掘を開始するが良質な鉱石が得られなかったためにいったん休止した。1903年（明治36年）、堀藤十郎礼造は長登銅山の経営を再開し、1905年（明治38年）には花の山製錬所を開設する。明治末期には鉱山経営は軌道に乗り、1908年（明治41年）には烏帽子竪坑から日本では珍しいコバルト鉱が発見され、採掘を開始した。この当時、長登銅山の主力坑は奈良時代から鉱山の中心であった大切谷にあった大切竪坑と烏帽子竪坑であり、主として銅を産出した。
1919年（大正8年）、第一次世界大戦の終了にともない銅の価格が下落した上に、同年7月には集中豪雨が長登銅山を襲い大切竪坑と烏帽子竪坑ともに水没してしまい、休山に追い込まれてしまった。
広義の長登銅山に入る花の山西側の大田鉱山は明治後半期に隆盛を迎えるが、1912年（明治45年/大正元年）に坑内が水没してしまい休山となる。その後、1915年（大正4年）に操業が再開されるが、明治後半期の隆盛を取り戻すことはできず、1956年（昭和31年）に閉山となった。
一方、長登銅山は1932年（昭和7年）に烏帽子地区で採掘が再開され、コバルト鉱が採掘されるようになった。戦後は水溜鉱山と呼ばれるようになり、一時期活況を見せたというが、1960年に湧水が激しくなり坑道が水没したことにより休山となり、1962年（昭和37年）には鉱山事務所も撤退し、正式に閉山となった。

### 花の山製錬所

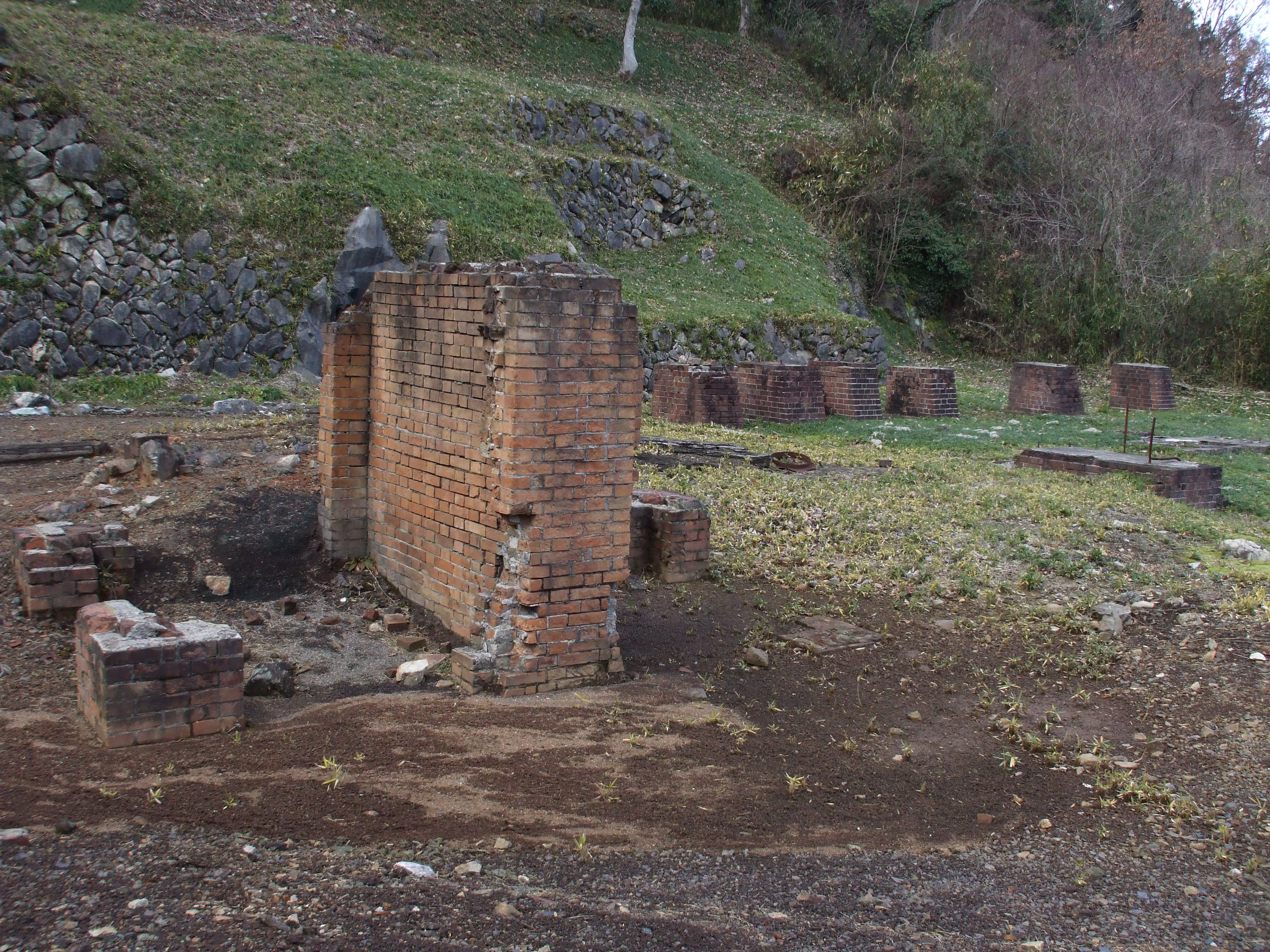
花の山製錬所跡

長登銅山で採掘された鉱石を製錬するために、堀藤十郎礼造は1905年に花の山製錬所を開設し、銅価格の下落と集中豪雨のために休山となる1919年まで稼動した。
花の山製錬所は、伝統的な日本固有の吹床製錬法を採用した製錬所であった。これは転炉などを用いる洋式製錬所は設備投資がかさむため、建設費が安く済み、良質な銅を生産することができる吹床製錬法の設備が採用されたと考えられる。

## 観光
2009年に開設された長登銅山文化交流館（木造瓦葦平屋建／床面積…３６８．９２㎡））では出土した土器や鉱石、木簡などが展示されている。花の山製錬所はスラグで作られた煙道、製錬所跡などが良好な形で残っている貴重な近代の鉱業遺跡であり、1990年（平成2年）から1991年（平成3年）にかけて花の山公園として整備された。明治43年には深さ66mに達していた大切竪坑は水害後は埋没したままであり、僅かな窪地を残すのみである。他にも鉱山の守り神「大山祇命（オオヤマズミノミコト）」を祀った山神社や千人塚が残される。長登銅山文化交流館から800mほどの場所にある大切4号坑は、入口付近のみ内部が公開されている。イベント時にガイド付きで坑道内部の見学会が実施される。長登銅山文化交流館では毎年秋に『銅山祭り』が開催され、銅山に関連したイベントが実施される。

## 年表
- 7世紀 秋吉台周辺で銅の採掘・製錬が開始される。（中村遺跡、国秀遺跡）
- 7世紀末～8世紀初頭 長登銅山の稼動が開始されたと考えられる。
- 726年 長登銅山で検出された木簡の中で最も古い木簡の年次（711年説あり）
- 752年 東大寺の大仏、開眼供養
- 745年 東大寺の大仏造立開始
- 859年 長門国採銅使が任命され、銅山経営が中央直営になる。
- 869年 銅山経営が長門国に戻される。
- 958年 最後の皇朝十二銭である乾元大宝の鋳造開始。この頃、長登銅山経営から律令国家が手を引く
- 11世紀～12世紀 この頃、長登銅山の稼動は休止となる。
- 14世紀末～15世紀前半 長登銅山の稼動再開される
- 17世紀初頭 慶長年間、長登銅山は長州藩の直営鉱山となり、隆盛を迎える。
- 1637年 坑内の出水などにより長州藩は長登銅山の直営を止める。
- 17世紀末～18世紀初頭 大坂の銅商人が長登銅山の経営を請け負う。
- 18世紀半ば 長登銅山は衰退し、岩絵具である滝ノ下緑青の生産・販売が主産業になる。
- 1889年 堀藤十郎礼造が鉱業権を取得
- 1905年 花の山製錬所が開設される
- 1908年 コバルト鉱が発見され、採掘が開始される。この頃長登銅山は隆盛期を迎える。
- 1919年 第一次世界大戦の終結による銅価格の低下と、集中豪雨により休山となる。
- 1932年 長登銅山の操業が再開される。
- 1960年 坑道の水没により操業が停止され、事実上閉山する。
- 1962年 鉱山事務所が撤退し、正式に閉山となる。
- 1972年 長登銅山跡から須恵器が見つかり、古代に遡る遺跡である可能性が指摘される。
- 1988年 長登銅山の銅が、東大寺の大仏の銅として利用されたことが発表される。
- 2003年 ｢長登銅山跡｣として国の史跡に指定される。
- 2009年 長登銅山文化交流館がオープンする。